# Aying
Aying è un comune tedesco di 4 258 abitanti, situato nel land della Baviera.